# کینان
کنعان عبدی ورسمه (به انگلیسی: Keinan Abdi Warsame) ‏ (۱ فوریه ۱۹۷۸ در موگادیشو) با نام هنری کنعان (به انگلیسی: K'naan، تلفظ: کِینان) خواننده رپ اهل سومالی است که شهروند کانادا شده‌است. ترانه «پرچم در اهتزاز» (به انگلیسی: Wavin' Flag) که او برای جام جهانی فوتبال ۲۰۱۰ خوانده بود، او را به شهرت جهانی رساند. کنعان مسلمان است.